# High Efficiency Motors
High Efficiency Motors var ett privat brittiskt racingstall som deltog i åtta formel 1-lopp mellan 1958 och 1960.

## F1-säsonger
| Säsong | Tävlingsnamn           | Bil                   | Motor                                  | Poäng | Förare 1      | Förare 2     |
| ------ | ---------------------- | --------------------- | -------------------------------------- | ----- | ------------- | ------------ |
| 1958   | High Efficiency Motors | Cooper T43            | Coventry Climax 1.5 L4                 | 0     | Ian Burgess   |              |
| 1959   | High Efficiency Motors | Cooper T43 Cooper T45 | Coventry Climax 2.5 L4 Maserati 2.5 L4 | 0     | Roy Salvadori | Jack Fairman |
| 1960   | High Efficiency Motors | Cooper T51            | Coventry Climax 2.5 L4                 | 0     | Roy Salvadori |              |